# Света Петка (Побоже)
Вижте пояснителната страница за други значения на Света Петка.
„Света Петка“ (на македонска литературна норма: „Света Петка“) е средновековна православна църква в скопското село Побоже, Северна Македония. Част е от Скопската епархия на Македонската православна църква – Охридска архиепископия.
Първоначално църквата е еднокорабна сграда с петостранна апсида на източната страна, полукръгла засводена, и се предполага, че е издигната във втората половина на XII век. В 1855 година добива трикорабен изглед с дограждането на триделен нартекс, като първоначалната църква става централен кораб.
Над десния прозорец от вътрешната страна е запазен надпис за колективно ктиторство, в който се казва, че изписването на църквата е завършено в 1500 година, но в църквата е запазена и по-стара живопис. На края на нишата, под фреската с лика на свети Никола има фрагменти от уста и нос с изразен графицизъм, характерен за втората половина на XII век. Най-старата живопис е запазена на южната фасада, в три зони, и датира от XIV век. Сигнатурите са слявянски.
Живописта в наоса е изработена в две фази. Първият художник от втората половина на XV век изписал толкова светци, за колкото имал дарения, като на всеки е изписал и кой го е платил. Две – три десетилетия по-късно друг художник довършва живописта в горните зони от стените и свода със средствата на всички селяни, както пише в надписа от 1500 година. На свода на църквата е изписан Исус Христос от Възнесението, Пантократор и една иконографска рядкост – Емануил с крила.
Иконостасът от XVI век е бил с един ред икони и царски двери, които са вградени в иконостаса, изработен около 1880 година.